# Крістоф Вайгель старший
 Крістоф Вайгель старший  (нім. Christoph Weigel; 1654, Німеччина — 1725) — німецький картограф, нюрнберзький гравер, художник, видавець, торговець творами мистецтва.

## Життєпис
1698 р. Крістоф Вайгель старший заснував у Нюрнберзі своє видавництво і видав понад 70 книг і велику кількість гравюр та карт. Після смерті К. Вайгеля і до 1734 р. його видавничу справу продовжувала вдова, яка опублікувала багато творів чоловіка. Найбільш відомі його видання з описом кораблів, зброї та серія геральдичних календарів..

## Карти України
1710 р. Карта — «Poloniæ & Lithvania accurante curatius». Україна на карті зображена як незалежна держава (окремим кольором і кордонами). Напис Russia Rubra (Червона Русь) проведений через всю українську етнічну територію й зображений великими літерами як Московія, Тартарія та інші держави. Цей напис міститься два рази на карті (Західна Україна теж позначена як Russia Rubra). Напис UKRANIA (Україна) охоплює все Лівобережжя і частину Правобережжя (в районі р. Дніпро перетинається з написом Russia Rubra). З українських історико-географічних земель ще зображено Поділля (Podolia) та Волинь (Volhynia)....
1715 р. Карта — «Regnum Poloniæe jusque confinia». Верхнє Поділля — UKRANIA (Україна), Західна Україна — Russia Rubra (Червона Русь), Середня Наддніпрянщина (Правобережна та Лівобережна) — Terra Cosacorum (Земля Козаків)..
1716 р. Карта — «Ukrania seu Cosacorum Regio Walachia item Moldavia et Tartaria minor» (Україна, або Козацька Земля…). Написи Russia Rubra (Червона Русь) та UKRAINA (Україна) проведені паралельно через всю українську етнічну територію й зображені великими літерами як Московія, Татарія та інші держави. Південна Україна — напис «Dzike Pole» (Дике поле). З українських земель зображено Поділля (Podolia), Волинь (Volhynia), Pokutia (Покуття). В районі Причорномор'я написи латиною: Tartaria Minor (Мала Тартарія), Буджацька Тартарія та Cremia (Крим). На мапі позначено м. Батурин (спалене московитами 1708 р.). Мапа неодноразово перевидавалася, зокрема і в 1720 р...